# Emperadriu Jitō

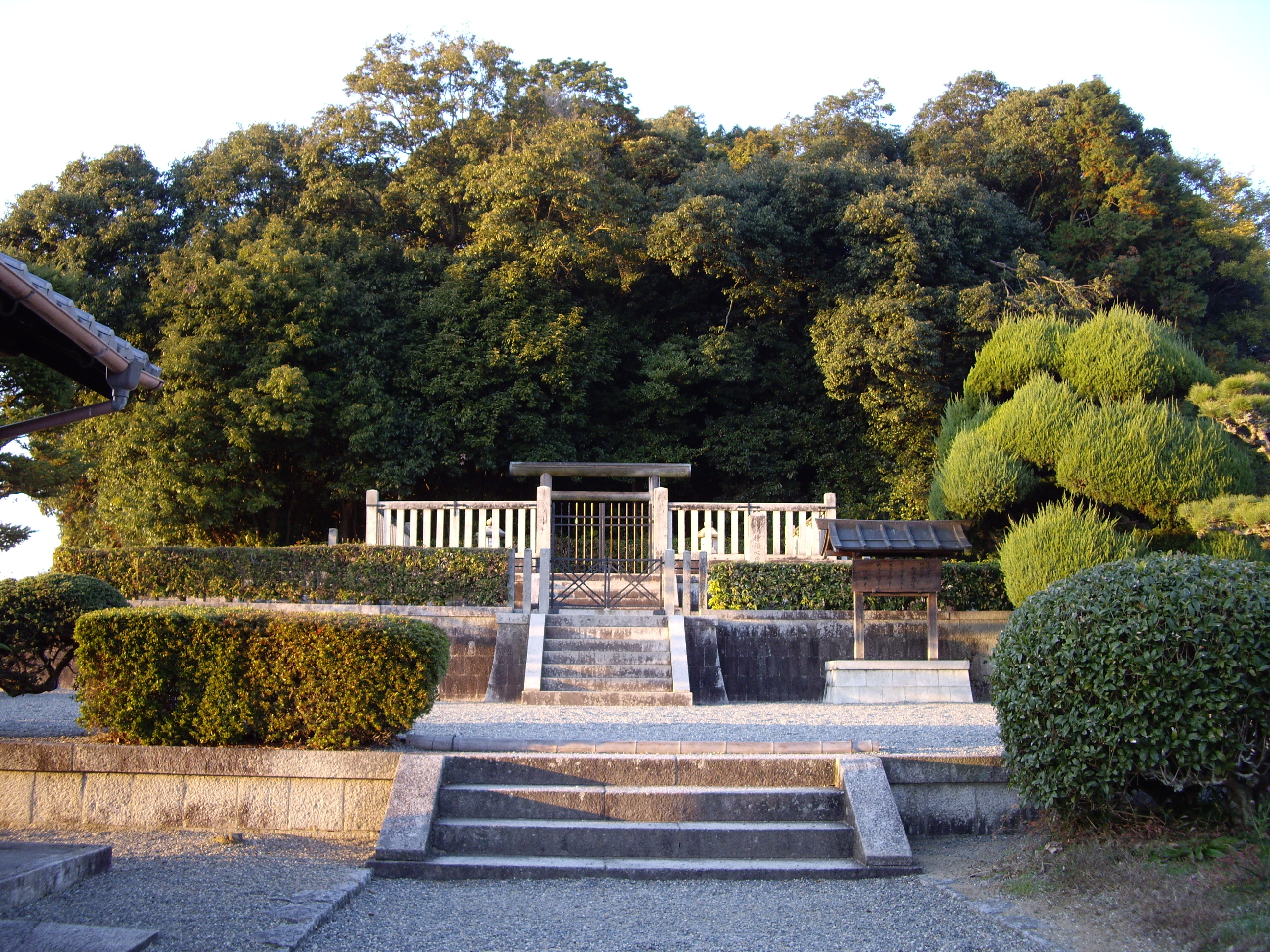
Tumba del Emperador Tenmu y de la Emperatriz Jitō.

L'Emperadriu Jitō (持統天皇, Jitō-tennō) (645 - Fujiwara-kyō 13 de gener de 703) fou el 41º monarca del Japó segons la llista tradicional d'emperadors. Fou filla de l'emperador Tenji. Va ascendir al tron l'any 687, després de la mort del seu marit, l'emperador Tenmu, qui també era el seu oncle, per assegurar l'eventual successió del seu net, l'emperador Mommu. L'any 697 Jitō va abdicar en favor de Mommu, però va continuar mantenint el poder com una governant enclaustrada, la primera que va realitzar aquesta pràctica i que esdevindria una tradició persistent a la política japonesa.
En la història del Japó, Jitō va ser la tercera de vuit dones regnants. Abans que ella van regnat Suiko i Kōgyokuu/Saimei. Les cinc dones que van ser emperadrius regnants després de Jitō van ser Genmei, Genshō, Kōken/Shōtoku, Meishō i Go-Sakuramachi.

## Biografia
L'emperadriu Jitō fou la filla de l'emperador Tenji. La seva mare fou Ochi-no-Iratsume, la filla del ministre Ō-omi Soga no Yamada-no Ishikawa Maro. Va ser la dona de l'emperador Tenmu, qui era un mig germà per part de pare de Tenji.
El nom familiar (imina) de l'emperadriu Jitō abans de l'ascens al Tron del Crisantem va ser Unonosarara o Unonosasara (鸕野讚良), i com a nom alternatiu Uno.

### Esdeveniments del regnat de Jitō
Jitō es va fer càrrec de l'administració judicial després de la mort del seu marit, l'emperador Tenmu. Va accedir al tron en 687 per assegurar la possible successió del seu fill, Kusakabe-shinnō. Al llarg d'aquest període, l'emperadriu Jitō va governar des del palau de Fujiwara en Yamato.
El príncep Kusakabe havia estat nomenat príncep hereu per succeir a Jitō, però va morir molt jove, a l'abril de 689. El fill de Kusakabe, Karu-no-o, va ser nomenat llavors successor de Jitō. Finalment esdevindria l'emperador Monmu.
En 689 (8 de desembre) es va prohibir el joc del Sugoroku. En 690 es va fer un ritual especial per a la seva entronització, després del qual va promulgar una amnistia. En 692 va viatjar a Ise en contra del consell del ministre Miwa-no-Asono-Takechimaro.
En 697, Jitō va abdicar a favor de Mommu. Com a sobirana retirada va prendre el títol de Daijō-tennō. Després d'ella, els seus successors imperials que es van retirar van prendre el mateix títol després d'abdicar.
Jitō va continuar mantenint poder com a governant retirada, un fet que es va convertir en una tendència persistent en la política japonesa.
Es coneix la ubicació de la tomba de l'emperadriu. És tradicionalment venerada en el memorial xintoista (misasagi) de Nara. L'Agència de la Casa Imperial del Japó va designar aquesta ubicació com el seu mausoleu, amb el nom oficial de Ochi-no-Okanoe no misasagi.

### Llegat
L'emperadriu Jitō va regnar al llarg d'onze anys. Tot i que en total hi va haver set altres emperadrius regnants, els seus successors van ser seleccionats més sovint entre els homes de la línia paterna imperial. Per això, alguns erudits argumenten que els regnats de les dones van ser temporals i que la tradició de la successió masculina s'ha de mantenir en el segle xxi. La successió entre Genmei i Genshō va ser l'única excepció d'aquesta tradició.

#### Kugyō
Kugyō (公卿) és un terme aplicat a un col·lectiu format per uns pocs homes poderosos adscrits a la cort de l'emperador del Japó en èpoques pre-Meiji. Fins i tot durant els anys en què les influències externes a palau van ser mínimes, aquesta organització jeràrquica es va mantenir. En general, aquest grup d'elit va incloure només tres a quatre homes en un moment donat. Van ser cortesans hereditaris. L'experiència i els antecedents familiars els portaven al cim de la seva carrera. Durant el regnat de Jitō, aquest apèndix del Daijō-kan va incloure:
- Daijō-daijin, Takechi-shinnō (el tercer fill de l'emperador Tenmu)[3]
- Sadaijin
- Udaijin
- Naidaijin

## Períodes del regnat (nonengō)
El regnat de Jitō no està adscrit a cap era japonesa (nengō), En el context del regnat anterior de Kōgyoku, les traduccions de Brown i Ishida del Gukanshō ofereixen una explicació sobre els anys del regnat de l'emperadriu Jitō, que inclou una introducció a les eres pre-Taiho (701):
"Les èpoques d'aquest regnat van ser: (1) la resta del set anys de l'era Shuchō [(686+7=692?)]; i (2) Taika, que va tenir quatre anys de durada [695-698] (el primer any d'aquesta era va ser kinoto-hitsuji [695]). En el tercer any de la era Taika [697], l'emperadriu Jitō va cedir el tron al príncep hereu".

## Referències

Segell Imperial del Japó (un crisantem estilitzat)